# Sé infiel y no mires con quién (película)
Sé infiel y no mires con quién es una película española dirigida por Fernando Trueba, basada en una obra de teatro homónima. Esta comedia de enredo se estrenó el 5 de diciembre de 1985.

## Argumento
Paco y Fernando son amigos y dueños de una editorial en dificultades económicas, de las cuales piensan salir firmando un contrato con la escritora infantil de más éxito, Adela Mora. La noche en la que se va a firmar el contrato, Paco le pide a Fernando su casa para una cita mientras él cena con la escritora. Pero la mujer de Paco, Carmen, también le pide la casa a su amiga Rosa, la mujer de Fernando.
Paco es un experto en infidelidades y tiene el despacho habilitado como picadero, con una cama plegable camuflada tras una estantería y botellas de licor con forma de libros, lugar que usaba habitualmente con su secretaria con la que estaba liado y acaba de romper. Además la casa anexa a la oficina de la editorial antes de ser de Fernando era de Paco, y tiene una puerta secreta entre ambas camuflada como otra estantería. La secretaria que está desolada tras la ruptura confunde los taxis que le encargan mandando traer a la escritora a la oficina y a la amante de Paco al hotel, en lugar de al revés.
Para complicar más la situación Fernando encuentra una carta del muchacho militar que se acuesta con Carmen y piensa que pertenece a su esposa, Rosa, lo que desata sus celos y empieza a espiarla, llegando a la errónea conclusión de que se acuesta con el decorador de la casa. Con esta idea en la cabeza se va al hotel a encontrarse con Adela Mora, pero en la habitación se encuentra con la mujer con la que había ligado Paco. Rosa también va al hotel a entregarle a su marido el contrato que se había dejado olvidado, encontrándolo en una situación comprometida con la mujer. Mientras tanto la escritora llega a la oficina, donde la secretaria se había puesto en ropa interior dispuesta a recuperar a su amante y estando en la casa colindante Carmen y el muchacho con sus juegos amorosos. Para evitar el encuentro entre la escritora y la secretaria Paco lleva a Adela a la casa por la puerta secreta. Cuando Carmen oye a Paco manda al chico salir por la ventana para esconderse en el alféizar, lo mismo que hace Paco con la secretaria. Al final se monta un escándalo tanto en la oficina como en el hotel y todos terminan en la comisaría.
Una vez aclarado el lío la editorial firma por fin con la escritora logrando remontar económicamente, pero aunque el incidente no ha hecho mella en la infiel pareja de Paco y Carmen sí lo hace en la de Fernando y Rosa que deciden separarse. Aunque al final se reconcilian y todos siguen casados como antes, unos felizmente y otros infielmente.

## Reparto
| Actor                       | Personaje                    | Notas                               |
| --------------------------- | ---------------------------- | ----------------------------------- |
| Ana Belén                   | Rosa                         |                                     |
| Carmen Maura                | Carmen                       |                                     |
| Antonio Resines             | Fernando                     |                                     |
| Santiago Ramos              | Paco                         |                                     |
| Verónica Forqué             | Silvia, la secretaria        |                                     |
| Guillermo Montesinos        | Oscar, el decorador          |                                     |
| Chus Lampreave              | Adela Mora                   |                                     |
| José Luis Fernández "Pirri" | Eulogio                      | Acreditado como Pirri               |
| Bibiana Fernández           | Raquel                       | Acreditada como Bibí Andersen       |
| Miguel Rellán               | Recepcionista de hotel       | Acreditado como Miguel Ángel Rellán |
| Carles Velat                | Ilustrador                   | Acreditado como Carlos Velat        |
| El Gran Wyoming             | Policía                      |                                     |
| Lucas Martín                | Niño que tima a Fernando     |                                     |
| José María Cañete           | Jefe de policía en comisaría |                                     |
| Derek                       | Tipo grande en gimnasio      |                                     |
| Pedro Reyes                 | Taxista con Rosa             |                                     |
| Angelita                    | Ligue de Paco                |                                     |

## Premios
- Carmen Maura consiguió el premio San Jordi a la mejor actriz nacional por su interpretación en la película.